# 所属郡を変更した町村一覧
所属郡を変更した町村一覧（しょぞくぐんをへんこうしたちょうそんいちらん）では・日本において所属する郡を変更した町村についてまとめている。所属郡の廃置分合・改称による郡の変更も含む。

## 単独

### 岩手県
- 1897年（明治30年）4月1日
  - 北九戸郡侍浜村・中野村・種市村・大野村・江刈村・葛巻村・戸田村・伊保内村・江刺家村・小軽米村・軽米村・晴山村⇒九戸郡
  - 南九戸郡久慈町・長内村・宇部村・野田村・山根村・山形村・大川目村・夏井村⇒九戸郡
  - 北閉伊郡小本村・岩泉村・有芸村・安家村・大川村・小川村・普代村・田野畑村⇒下閉伊郡
  - 中閉伊郡川井村・門馬村・小国村⇒下閉伊郡
  - 東閉伊郡船越村・織笠村・山田町・大沢村・豊間根村・津軽石村・重茂村・磯鶏村・宮古町・鍬ヶ崎町・崎山村・千徳村・花輪村・茂市村・刈屋村・山口村・田老村⇒下閉伊郡
  - 西閉伊郡遠野町・青笹村・上郷村・小友村・鱒沢村・綾織村・宮守村・達曽部村・附馬牛村・松崎村・土淵村⇒上閉伊郡
  - 南閉伊郡甲子村・釜石町・鵜住居村・栗橋村・大槌町・金沢村⇒上閉伊郡
  - 北岩手郡川口村・巻堀村・渋民村・大更村・田頭村・松尾村・平舘村・寺田村・一方井村・御堂村・沼宮内町⇒岩手郡
  - 南岩手郡玉山村・藪川村・米内村・浅岸村・簗川村・中野村・本宮村・太田村・御所村・御明神村・西山村・雫石村・滝沢村・厨川村⇒岩手郡
  - 西和賀郡沢内村・湯田村⇒和賀郡
  - 東和賀郡小山田村・十二鏑村・谷内村・中内村・更木村・立花村・黒沢尻町・鬼柳村・岩崎村・横川目村・藤根村・江釣子村・笹間村・飯豊村・二子村⇒和賀郡
  - 東和賀郡相去村⇒胆沢郡
- 1948年（昭和23年）7月1日
  - 九戸郡葛巻町・江刈村⇒岩手郡
- 2002年（平成14年）4月1日
  - 二戸郡安代町⇒岩手郡

### 秋田県
- 1948年（昭和23年）4月1日
  - 由利郡大正寺村⇒河辺郡

### 山形県
- 1948年（昭和23年）4月1日
  - 東置賜郡伊佐沢村⇒西置賜郡

### 福島県
- 1896年（明治29年）4月1日
  - 宇多郡駒ヶ嶺村・新地村・福田村・大野村・松ヶ江村・中村町・飯豊村・磯部村・八幡村・山上村・玉野村⇒相馬郡
  - 行方郡鹿島村・八沢村・上真野村・真野村・高平村・原町村・石神村・太田村・大甕村・小高村・金房村・福浦村・大須村・新舘村・飯曽村・石橋村⇒相馬郡
  - 標葉郡熊町村・大野村・新山村・長塚村・請戸村・幾世橋村・浪江村・大堀村・苅野村・津島村・葛尾村⇒双葉郡
  - 楢葉郡久之浜村・大久村・広野村・木戸村・竜田村・富岡村・上岡村・川内村⇒双葉郡
  - 楢葉郡川前村⇒石城郡
  - 菊多郡貝泊村・荷路夫村・石住村・泉村・渡辺村・鮫川村・錦村・山田村・窪田村・川部村・田人村・上遠野村・入遠野村⇒石城郡
  - 磐前郡平町・小名浜町・内郷村・飯野村・夏井村・高久村・豊間村・江名村・鹿島村・玉川村・磐崎村・湯本村・好間村・赤井村・沢渡村・三阪村・箕輪村・永戸村⇒石城郡
  - 磐城郡四倉町・上小川村・下小川村・平窪村・神谷村・草野村・大浦村・大野村⇒石城郡
- 1951年（昭和26年）4月1日
  - 岩瀬郡大屋村⇒西白河郡
- 1954年（昭和29年）2月1日
  - 安達郡熱海町⇒安積郡
- 1960年（昭和35年）8月1日
  - 河沼郡高郷村⇒耶麻郡
- 1994年（平成6年）4月1日
  - 東白川郡古殿町⇒石川郡

### 茨城県
- 1896年（明治29年）4月1日
  - 信太郡東村・中家村⇒新治郡
  - 信太郡江戸崎町・君賀村・沼里村・奥野村・朝日村・君原村・阿見村・鳩崎村・木原村・舟島村・安中村・浮島村⇒稲敷郡
  - 河内郡小野川村⇒筑波郡
  - 河内郡大宮村・生板村・源清田村・長竿村・柴崎村・根本村・長戸村・八原村・岡田村・馴柴村・牛久村・茎崎村・太田村・高田村・大須賀村・伊崎村・阿波村・古渡村・龍ケ崎町⇒稲敷郡
  - 新治郡葛城村・大穂村・田水山村⇒筑波郡
  - 筑波郡山ノ荘村⇒新治郡
  - 北相馬郡長崎村⇒筑波郡
  - 岡田郡安静村・大形村・岡田村・飯沼村・菅原村・大花羽村・豊岡村⇒結城郡
  - 豊田郡西豊田村・豊加美村・総上村・宗道村・蚕飼村・豊田村・玉村・石下村・五箇村・三妻村・大生村・水海道町⇒結城郡
  - 西葛飾郡古河町・新郷村・勝鹿村・岡郷村・桜井村・香取村・五霞村⇒猿島郡

- 1899年（明治32年）4月1日
  - 千葉県香取郡金江津村・十余島村⇒稲敷郡

### 栃木県
- 1896年（明治29年）4月1日
  - 梁田郡梁田村・久野村・御厨村・筑波村・山辺村⇒足利郡
- 1982年（昭和57年）4月1日
  - 塩谷郡塩原町⇒那須郡

### 群馬県
- 1896年（明治29年）4月1日
  - 東群馬郡上川淵村・下川淵村⇒勢多郡
  - 南勢多郡南橘村・北橘村・横野村・敷島村・富士見村・芳賀村・桂萱村・木瀬村・荒砥村・大胡村・宮城村・粕川村・新里村・黒保根村・東村⇒勢多郡
  - 西群馬郡高山村⇒吾妻郡
  - 西群馬郡高崎町・佐野村・岩鼻村・大類村・滝川村・京ヶ島村・東村・元総社村・新高尾村・中川村・塚沢村・六郷村・長野村・久留馬村・室田村・倉田村・車郷村・箕輪村・相馬村・上郊村・堤ヶ岡村・国府村・総社町・金古町・清里村・駒寄村・古巻村・明治村・桃井村・豊秋村・伊香保町・金島村・長尾村・白郷井村・小野上村・倉賀野町・渋川町⇒群馬郡
  - 片岡郡片岡村⇒群馬郡
  - 緑野郡藤岡町・神流村・小野村・八幡村・美土里村・平井村・美九里村・鬼石町・三波川村・新町⇒多野郡
  - 多胡郡吉井町・多胡村・入野村・日野村⇒多野郡
  - 南甘楽郡美原村・神川村・中里村・上野村⇒多野郡
  - 吾妻郡久賀村⇒利根郡
  - 北勢多郡久呂保村・糸之瀬村・赤城根村⇒利根郡
  - 佐位郡三郷村・赤堀村・東村・殖蓮村・茂呂村・采女村・境町・剛志村・伊勢崎町・島村⇒佐波郡
  - 那波郡豊受村・名和村・芝根村・玉村町・上陽村・宮郷村⇒佐波郡
- 1949年（昭和24年）10月1日
  - 群馬郡渋川町・伊香保町・金島村・長尾村・小野上村・白郷井村・豊秋村・古巻村・明治村・桃井村・駒寄村⇒北群馬郡
- 1950年（昭和25年）4月1日
  - 北甘楽郡富岡町・一ノ宮町・妙義町・下仁田町・福島町・黒岩村・丹生村・高田村・小坂村・西牧村・尾沢村・月形村・磐戸村・青倉村・吉田村・馬山村・高瀬村・額部村・秋畑村・小幡町・新屋村・岩平村・小野村⇒甘楽郡

### 埼玉県
- 1896年（明治29年）4月1日
  - 新座郡志木町・大和田町・膝折村・片山村・内間木村・新倉村・白子村・保谷村⇒北足立郡
  - 比企郡植木村⇒入間郡
  - 高麗郡名細村・鶴ヶ島村・高萩村・高麗川村・高麗村・東吾野村・霞ヶ関村・柏原村・水富村・元加治村・加治村・精明村・飯能町・原市場村・南高麗村⇒入間郡
  - 横見郡東吉見村・南吉見村・西吉見村・北吉見村⇒比企郡
  - 賀美郡神保原村・賀美村・七本木村・長幡村・丹荘村⇒児玉郡
  - 那珂郡秋平村・松久村・大沢村⇒児玉郡
  - 幡羅郡男沼村・太田村・明戸村・幡羅村・別府村・三尻村・玉井村・奈良村・長井村・秦村・妻沼村・弥藤吾村⇒大里郡
  - 榛沢郡深谷町・大寄村・新会村・中瀬村・八基村・榛沢村・本郷村・岡部村・用土村・桜沢村・寄居町・花園村・武川村・藤沢村⇒大里郡
  - 男衾郡男衾村・小原村・本畠村・鉢形村・折原村⇒大里郡
  - 中葛飾郡豊岡村・桜井村・宝珠花村・富多村・南桜井村・川辺村・金杉村⇒北葛飾郡
- 1907年（明治40年）4月1日
  - 北足立郡保谷村⇒東京府北多摩郡
- 1921年（大正10年）7月1日
  - 秩父郡吾野村・名栗村⇒入間郡
- 1948年（昭和23年）4月1日
  - 秩父郡矢納村⇒児玉郡

### 千葉県
- 1897年（明治30年）4月1日
  - 下埴生郡安食町・豊住村・久住村・八生村・中郷村・成田町・遠山村⇒印旛郡
  - 南相馬郡布佐町・湖北村・我孫子町・富勢村・風早村・手賀村⇒東葛飾郡
  - 長柄郡東浪見村・太東村・一宮町・土睦村・一松村・八積村・高根本郷村・東郷村・関村・白潟村・南白亀村・豊岡村・帆丘町・新治村・豊田村・二宮本郷村・上長柄村・茂原町・日吉村・水上村⇒長生郡
  - 上埴生郡西村・東村・鶴枝村・豊栄村・五郷村・庁南町⇒長生郡
  - 山辺郡東金町・公平村・源村・丘山村・大和村・土気本郷町・瑞穂村・大網町・山辺村・増穂村・福岡村・白里村・豊海村・片貝村・正気村・豊成村・鳴浜村⇒山武郡
  - 武射郡成東町・日向村・南郷村・緑海村・蓮沼村・上堺村・大平村・松尾村・大富村・睦岡村・豊岡村・横芝村・大総村・二川村・千代田村⇒山武郡
  - 望陀郡木更津町・真舟村・清川村・巖根村・金田村・神納村・楢葉村・長浦村・中郷村・根形村・平岡村・馬来田村・小櫃村・久留里町・松丘村・亀山村・富岡村・中川村・鎌足村⇒君津郡
  - 周淮郡波岡村・八重原村・周西村・中村・小糸村・秋元村・三島村・周南村・貞元村・飯野村・青堀村・富津村⇒君津郡
  - 天羽郡吉野村・大貫村・佐貫町・湊町・環村・関村・豊岡村・駒山村・天神山村・竹岡村・金谷村⇒君津郡
  - 平郡那古町・船形村・八束村・富浦村・岩井村・勝山町・保田町・佐久間村・平群村・滝田村・国府村⇒安房郡
  - 朝夷郡白浜村・七浦村・曦村・健田村・千歳村・豊田村・丸村・北三原村・南三原村・和田村・江見村⇒安房郡
  - 長狭郡太海村・曽呂村・大山村・吉尾村・由基村・田原村・鴨川町・西条村・東条村・天津町・湊村⇒安房郡
- 1899年（明治32年）4月1日
  - 香取郡金江津村・十余島村⇒茨城県稲敷郡
- 1948年（昭和23年）11月3日
  - 香取郡飯高村・吉田村・日吉村・豊和村⇒匝瑳郡

### 東京都（東京府）
- 1896年（明治29年）4月1日
  - 南豊島郡内藤新宿町・淀橋町・大久保村・戸塚村・落合村・代々幡村・千駄ヶ谷村・渋谷村⇒豊多摩郡
  - 東多摩郡中野村・野方村・和田堀内村・杉並村・井荻村・高井戸村⇒豊多摩郡
- 1907年（明治40年）4月1日
  - 埼玉県北足立郡保谷村⇒北多摩郡

### 神奈川県
- 1896年（明治29年）4月1日
  - 淘綾郡大磯町・国府村・吾妻村・山背村⇒中郡
  - 大住郡小中村・平塚町・須馬村・神田村・相川村・豊田村・城島村・大野村・岡崎村・金田村・大田村・伊勢原町・成瀬村・高部屋村・比々多村・土沢村・金目村・大根村・大山町・東秦野村・秦野町・南秦野村・西秦野村・北秦野村⇒中郡

### 新潟県
- 1896年（明治29年）4月1日
  - 三島郡間瀬村⇒西蒲原郡
  - 雑太郡北海村・金泉村・相川町・二見村・沢根町村・五十里町・野田村・川原田町・八幡村・二宮村・平泉村・金沢村・国中村・畑野村・小倉村・栗野江村・金丸村・三宮村・真野村・新町⇒佐渡郡
  - 羽茂郡恋ヶ浦村・小布勢村・亀ノ脊村・岬村・小木町・羽茂本郷村・大橋村・真浦村・千手村・川茂村・三川村・松ヶ崎村・赤泊村・徳和村⇒佐渡郡
  - 加茂郡岩首村・水津村・富岡村・明治村・夷町・新穂村・大野村・秋津村・吉井村・長江村・内浦村・内海府村・外海府村・高千村・羽吉村・吾潟村・潟上村・田野沢村・正明寺村・河崎村・湊町・長畝村・加茂歌代村・梅津村⇒佐渡郡

### 富山県
- 1896年（明治29年）4月1日
  - 上新川郡西水橋町・西三郷村・東三郷村・舟橋村・利田村・寺田村・五百石町・高野村・下段村・大森村・釜ヶ淵村・立山村・上段村・東谷村・柿沢村・大岩村・弓庄村・白萩村・音杉村・上市町・相ノ木村・宮川村・上条村・下条村・東水橋町・滑川町・南加積村・山加積村・中加積村・西加積村・北加積村・東加積村・早月加積村・浜加積村⇒中新川郡
  - 射水郡太田村・宮田村・窪村・仏生寺村・布勢村・神代村・十二町村・氷見町・加納村・上庄村・熊無村・速川村・久目村・阿尾村・藪田村・余川村・稲積村・碁石村・八代村・宇波村・女良村⇒氷見郡
  - 礪波郡北山田村・山田村・南山田村・大鋸屋村・城端町・能美村・平村・上平村・利賀村・青島村・東山見村・雄神村・栴檀山村・栴檀野村・般若村・東般若村・般若野村・中田町・南般若村・北般若村・柳瀬村・太田村・中野村・油田村・庄下村・井波町・南山見村・井口村・高瀬村・山野村・種田村・福野町・南野尻村・広塚村・野尻村・東野尻村・五鹿屋村・出町⇒東礪波郡
  - 礪波郡石動町・宮島村・子撫村・南谷村・埴生村・北蟹谷村・南蟹谷村・東蟹谷村・藪波村・石黒村・西野尻村・福光町・西太美村・広瀬村・広瀬館村・太美山村・東太美村・吉江村・東石黒村・戸出町・津沢町・水島村・鷹栖村・高波村・林村・醍醐村・是戸村・小勢村・福田村・東五位村・立野村・山王村・福岡町・正得村・大滝村・松沢村・若林村・荒川村・西五位村・五位山村・石堤村・赤丸村・国吉村⇒西礪波郡
- 1948年（昭和23年）4月1日
  - 西礪波郡鷹栖村・林村⇒東礪波郡

### 石川県
- 1948年（昭和23年）4月1日
  - 羽咋郡釶打村⇒鹿島郡
- 1949年（昭和24年）6月1日
  - 能美郡白峰村・尾口村・鳥越村⇒石川郡
- 2005年（平成17年）3月1日
  - 鳳至郡穴水町・門前町⇒鳳珠郡

### 長野県
- 1948年（昭和23年）6月1日
  - 西筑摩郡奈川村⇒南安曇郡
- 1968年（昭和43年）5月1日
  - 西筑摩郡楢川村・木祖村・日義村・木曽福島町・開田村・三岳村・王滝村・上松町・大桑村・南木曽町・山口村⇒木曽郡

### 岐阜県
- 1897年（明治30年）4月1日
  - 各務郡那加村・鵜沼村⇒稲葉郡
  - 厚見郡上加納村・本荘村・鶉村・茜部村・日野村⇒稲葉郡
  - 方県郡則武村⇒稲葉郡
  - 方県郡網代村・七郷村⇒本巣郡
  - 大野郡西根尾村⇒本巣郡
  - 大野郡揖斐町・清水村・豊木村・横蔵村・北方村⇒揖斐郡
  - 池田郡徳山村・春日村⇒揖斐郡
  - 羽栗郡川島村・笠松町・竹ヶ鼻町・柳津村⇒羽島郡
  - 中島郡堀津村⇒羽島郡
  - 多芸郡下多度村・小畑村・日吉村⇒養老郡
  - 上石津郡多良村・一之瀬村⇒養老郡
- 1948年（昭和23年）4月1日
  - 加茂郡飯地村⇒恵那郡
- 1950年（昭和25年）4月1日
  - 益田郡朝日村・高根村⇒大野郡
  - 武儀郡西武芸村・北武芸村⇒山県郡
- 1952年（昭和27年）8月1日
  - 武儀郡上麻生村⇒加茂郡

### 静岡県
- 1896年（明治29年）4月1日
  - 賀茂郡対島村・小室村・下大見村・中大見村・上大見村・宇佐美村・伊東村・網代村・多賀村・熱海町⇒田方郡
  - 君沢郡三島町・錦田村・北上村・中郷村・川西村・江間村・内浦村・西浦村・修善寺村・戸田村・土肥村・西豆村⇒田方郡
  - 那賀郡中川村・仁科村・田子村・宇久須村⇒賀茂郡
  - 有渡郡有度村・清水町・入江町・不二見村・三保村・大谷村・久能村・豊田村・大里村・長田村⇒安倍郡
  - 益津郡西益津村・東益津村・焼津村⇒志太郡
  - 佐野郡掛川町・南郷村・大池村・曽我村・原谷村・垂木村・和田岡村・雨桜村・原田村・西郷村・粟本村・倉真村・西山口村・日坂村・東山村・東山口村・原泉村・西南郷村⇒小笠郡
  - 城東郡上内田村・中内田村・下内田村・佐束村・岩滑村・中村・土方村・笠原村・大須賀村・大淵村・大坂村・三浜村・三俣村・千浜村・池新田村・朝比奈村・南山村・新野村・川野村・相草村・平田村・横地村・六郷村・河城村・西方村・加茂村・比木村・佐倉村⇒小笠郡
  - 山名郡御厨村・南御厨村・西貝村・福島村・於保村・豊浜村・幸浦村・西浅羽村・山名町・田原村・久努村・笠西村・上浅羽村・東浅羽村⇒磐田郡
  - 豊田郡中瀬村・赤佐村・竜池村・豊西村・中ノ町村⇒浜名郡
  - 豊田郡中泉町・梅原村・天竜村・長野村・袖浦村・十束村・井通村・池田村・富岡村・岩田村・広瀬村・野部村・三川村・向笠村・大藤村・今井村・敷地村・二俣町・光明村・龍川村・山香村・佐久間村・浦川村・上阿多古村・熊村・下阿多古村⇒磐田郡
  - 長上郡掛塚村⇒磐田郡
  - 長上郡有玉村・小野田村・平貴村・美島村・笠井町・中郡村・天王村・和田村・市野村・蒲村・飯田村・芳川村・河輪村・五島村⇒浜名郡
  - 敷知郡西浜名村・東浜名村⇒引佐郡
  - 敷知郡浜松町・曳馬村・三方原村・天神町村・白脇村・浅場村・新津村・篠原村・舞阪町・新居町・吉津村・新所村・知波田村・入出村・和地村・吉野村・北庄内村・南庄内村・村櫛村・雄踏村・神久呂村・伊佐見村・入野村・富塚村⇒浜名郡
  - 麁玉郡麁玉村⇒引佐郡
- 1951年（昭和26年）7月1日
  - 周智郡水窪町・城西村⇒磐田郡

### 愛知県
- 1913年（大正2年）4月4日
  - 海東郡津島町・蟹江町・佐屋村・永和村・神守村・美和村・七宝村・南陽村・富田村・大治村・甚目寺村・佐織村⇒海部郡
  - 海西郡八開村・立田村・市江村・弥富町・十四山村・飛島村・鍋田村⇒海部郡
- 2003年（平成15年）10月1日
  - 北設楽郡稲武町⇒東加茂郡

### 三重県
- 1896年（明治29年）4月1日
  - 朝明郡富田村・富洲原村・川越村・朝日村・大矢知村・八郷村・下野村・保々村・竹永村・朝上村・羽津村⇒三重郡
  - 河曲郡神戸町・飯野村・河曲村・一ノ宮村・箕田村・玉垣村・若松村⇒河芸郡
  - 奄芸郡白子町・稲生村・天名村・合川村・栄村・上野村・黒田村・栗真村・一身田村・大里村・明村・豊津村・白塚村・高野尾村・椋本村⇒河芸郡
  - 飯高郡松阪町・港村・鈴止村・神戸村・花岡村・松尾村・松江村・伊勢寺村・大河内村・茅広江村・大石村・柿野村・粥見村・宮前村・川俣村・森村・波瀬村⇒飯南郡
  - 飯野郡射和村・神山村・櫛田村・朝見村・西黒部村・機殿村・漕代村⇒飯南郡
  - 答志郡鳥羽町・答志村・鏡浦村・加茂村・長岡村・的矢村・磯部村・坂手村・神島村・安乗村・国府村⇒志摩郡
  - 英虞郡鵜方村・浜島村・甲賀村・立神村・波切村・船越村・片田村・布施田村・和具村・越賀村・御座村・志島村・名田村・畔名村⇒志摩郡
  - 阿拝郡上野町・小田村・花之木村・長田村・丸柱村・新居村・府中村・三田村・中瀬村・河合村・玉滝村・鞆田村・東柘植村・西柘植村・壬生野村・島ヶ原村・城南村⇒阿山郡
  - 山田郡山田村・布引村・阿波村・友生村⇒阿山郡
  - 名張郡名張町・蔵持村・薦原村・錦生村・滝川村・箕曲村・比奈知村・国津村⇒名賀郡
  - 伊賀郡種生村・矢持村・上津村・阿保村・神戸村・美濃波多村・古山村・依那古村・比自岐村・猪田村・花垣村⇒名賀郡
- 1956年（昭和31年）9月30日
  - 安濃郡美里村・安濃村⇒安芸郡
  - 河芸郡河芸町・大里村・高野尾村⇒安芸郡

### 滋賀県
- 1897年（明治30年）4月1日
  - 西浅井郡塩津村・永原村⇒伊香郡
  - 神崎郡葉枝見村⇒愛知郡

### 京都府
- 1902年（明治35年）4月1日
  - 与謝郡雲原村⇒天田郡
- 1948年（昭和23年）4月1日
  - 与謝郡野間村⇒竹野郡

### 大阪府
- 1896年（明治29年）4月1日
  - 茨田郡守口町・三郷村・諸堤村・今津村・古宮村・門真村・二島村・南郷村・四宮村・大和田村・庭窪村・九箇荘村・友呂岐村・蹉跎村・枚方町⇒北河内郡
  - 交野郡水本村・星田村・川越村・津田村・交野村・磐船村・氷室村・菅原村・山田村・牧野村・招提村・樟葉村⇒北河内郡
  - 讃良郡住道村・四条村・甲可村・田原村・豊野村・寝屋川村⇒北河内郡
  - 渋川郡龍華村・久宝寺村・加美村・長瀬村・布施村・巽村⇒中河内郡
  - 若江郡八尾村・曙川村・若江村・西郡村・弥刀村・小阪村・高井田村・意岐部村・楠根村・玉川村・西六郷村・北江村⇒中河内郡
  - 河内郡日根市村・大戸村・枚岡村・枚岡南村・池島村・三野郷村・英田村・東六郷村⇒中河内郡
  - 大県郡堅下村・堅上村⇒中河内郡
  - 高安郡北高安村・中高安村・南高安村⇒中河内郡
  - 丹北郡長吉村・瓜破村・矢田村・天美村・布忍村・松原村・三宅村・恵我村⇒中河内郡
  - 志紀郡三木本村⇒中河内郡
  - 志紀郡道明寺村・小山村・柏原村・太田村・志紀村⇒南河内郡
  - 丹南郡狭山村・三都村・大艸村・日置荘村・野田村・平尾村・黒山村・丹南村・丹比村・埴生村・高鷲村・長野村⇒南河内郡
  - 安宿部郡国分村・玉手村⇒南河内郡
  - 古市郡古市村・駒ヶ谷村・西浦村⇒南河内郡
  - 八上郡金岡村・南八下村・北八下村⇒南河内郡
  - 錦部郡廿山村・錦郡村・彼方村・市新野村・長野村・高向村・天野村・三日市村・加賀田村・天見村・川上村⇒南河内郡
  - 石川郡富田林村・新堂村・喜志村・大伴村・石川村・磯長村・山田村・白木村・河内村・中村・赤阪村・千早村・東条村⇒南河内郡
  - 島上郡富田村・如是村・三箇牧村・高槻村・大冠村・五領村・清水村・芥川村・磐手村・島本村・阿武野村⇒三島郡
  - 島下郡茨木村・三島村・安威村・福井村・溝咋村・宮島村・豊川村・春日村・三宅村・玉櫛村・味舌村・岸部村・山田村・吹田村・千里村・新田村・味生村・鳥飼村・石河村・見山村・清渓村⇒三島郡
  - 豊島郡止々呂美村・細河村・池田町・秦野村・箕面村・萱野村・桜井谷村・北豊島村・麻田村・南豊島村・豊中村・熊野田村・中豊島村・庄内村・小曽根村・豊津村⇒豊能郡
  - 能勢郡吉川村・東能勢村・東郷村・歌垣村・田尻村・西郷村・枳根荘村⇒豊能郡
  - 住吉郡平野郷町・北百済村・田辺村・喜連村・南百済村・依羅村・墨江村・住吉村・安立町・敷津村・長居村⇒東成郡
  - 大鳥郡湊村・舳松村・向井村・三宝村・五箇荘村・神石村・浜寺村・鳳村・高石村・取石村・鶴田村・八田荘村・深井村・西百舌鳥村・中百舌鳥村・東百舌鳥村・久世村・東陶器村・西陶器村・北上神村・美木多村・踞尾村・上神谷村⇒泉北郡
  - 和泉郡信太村・上条村・大津村・忠岡村・穴師村・国府村・伯太村・南王子村・郷荘村・北池田村・北松尾村・南池田村・東横山村・西横山村・南横山村・南松尾村・山滝村⇒泉北郡
  - 南郡山直上村・山直下村・南掃守村・八木村・北掃守村・沼野村・岸和田町・岸和田浜町・岸和田村・土生郷村・有真香村・東葛城村・麻生郷村・島村・木島村・西葛城村・貝塚町⇒泉南郡
  - 日根郡北近義村・南近義村・熊取村・北中通村・佐野村・日根野村・長滝村・上之郷村・南中通村・大土村・田尻村・新家村・東信達村・北信達村・西信達村・鳴滝村・樽井村・雄信達村・尾崎村・東鳥取村・西鳥取村・下荘村・淡輪村・深日村・孝子村・多奈川村⇒泉南郡

### 兵庫県
- 1896年（明治29年）4月1日
  - 美含郡奥竹野村・中竹野村・竹野村・口佐津村・奥佐津村・香住村・長井村・余部村⇒城崎郡
  - 気多郡中筋村・国府村・八代村・日高村・三方村・西気村・三椒村・清滝村⇒城崎郡
  - 七美郡村岡町・兎塚村・熊次村・小代村・射添村⇒美方郡
  - 二方郡温泉村・照来村・八田村・大庭村・浜坂町・西浜村⇒美方郡
  - 川辺郡高平村⇒有馬郡
  - 菟原郡精道村・本庄村・本山村・御影町・六甲村・魚崎村・住吉村・都賀浜村・西灘村⇒武庫郡
  - 八部郡須磨村・山田村⇒武庫郡
  - 神東郡大山村・粟賀村・川辺村・瀬加村・田原村・八千種村・山田村・豊富村・砥堀村・船津村⇒神崎郡
  - 神西郡香呂村・中寺村・福崎村・甘地村・鶴居村・寺前村・長谷村⇒神崎郡
  - 多可郡越知谷村⇒神崎郡
  - 飾東郡市殿村・水上村・城北村・国衙村・飾磨町・家島村・高浜村・八木村・糸引村・四郷村・御国野村・花田村・谷外村・谷内村・白浜村・妻鹿村・下中島村⇒飾磨郡
  - 飾西郡高岡村・安室村・曽左村・置塩村・鹿谷村・菅野村・余部村・八幡村・広村・英賀保村・津田村・荒川村・手柄村⇒飾磨郡
  - 揖東郡香島村・新宮村・越部村・神岡村・林田村・伊勢村・太市村・龍田村・小宅村・誉田村・斑鳩村・太田村・勝原村・石海村・旭陽村・大津村・網干町⇒揖保郡
  - 揖西郡西栗栖村・東栗栖村・龍野町・半田村・神部村・河内村・室津村・御津村・揖保村・余部村・平井村・桑原村・布施村⇒揖保郡
  - 岡山県吉野郡石井村⇒佐用郡

### 奈良県
- 1897年（明治30年）4月1日
  - 添下郡郡山町・片桐村・都跡村・矢田村・伏見村・富雄村・北倭村・平城村・筒井村⇒生駒郡
  - 平群郡平端村・安堵村・三郷村・竜田町・南生駒村・北生駒村・本多村・平群村・法隆寺村・富郷村⇒生駒郡
  - 広瀬郡河合村・馬見村・百済村・箸尾村・瀬南村⇒北葛城郡
  - 葛下郡新庄村・浮孔村・磐園村・陵西村・五位堂村・二上村・下田村・上牧村・志都美村・王寺村・當麻村・磐城村・高田町・土庫村・松塚村⇒北葛城郡
  - 式上郡三輪町・織田村・柳本村・初瀬町・纏向村・上之郷村・朝倉村・城島村⇒磯城郡
  - 式下郡川東村・川西村・三宅村・都村⇒磯城郡
  - 十市郡多武峰村・平野村・多村・耳成村・大福村・香久山村・安倍村・桜井町・田原本町⇒磯城郡
  - 葛上郡掖上村・吐田郷村・葛城村・秋津村・葛村・御所町・櫛羅村・東松本村・竹田村・小林村・西松本村・鎌田村・三室村・楢原村⇒南葛城郡
  - 忍海郡忍海村⇒南葛城郡

### 和歌山県
- 1896年（明治29年）4月1日
  - 海部郡木ノ本村・西脇野村・加太村・雑賀村・和歌村・雑賀崎村・湊村・加茂村・大崎村・塩津村・浜中村・椒村・仁義村⇒海草郡
  - 名草郡楠見村・野崎村・貴志村・山口村・紀伊村・川永村・有功村・宮村・岡町村・中之島村・岡崎村・三田村・宮前村・西和佐村・四箇郷村・和佐村・安原村・紀三井寺村・日方町・内海村・大野村・亀川村・黒江村・巽村・西山東村・東山東村・松江村・直川村・鳴神村⇒海草郡
- 1907年（明治40年）7月1日
  - 東牟婁郡佐本村⇒西牟婁郡
- 1951年（昭和26年）10月1日
  - 那賀郡中野上村・南野上村・北野上村・東野上町・小川村・下神野村・上神野村・猿川村・長谷毛原村・志賀野村・真国村・細野村⇒海草郡

### 鳥取県
- 1896年（明治29年）3月29日
  - 岩井郡志保美村・元塩見村・服部村・大岩村・本庄村・新宮村・高野村・網代村・浦富村・牧谷村・田後村・東村・岩井村・蒲生村⇒岩美郡
  - 邑美郡中ノ郷村・富桑村・美保村・倉田村・大路村・三戸古村⇒岩美郡
  - 法美郡稲葉村・国府村・御陵村・法美村・登儀村・上舟村・大茅村・面影村・津ノ井村⇒岩美郡
  - 八上郡賀茂村・国中村・船岡村・伊井田村・大江村・国英村・佐貫村・宇戸村・曳田村・五総村・明治村・河原村⇒八頭郡
  - 八東郡大御門村・隼村・安部村・逢郷村・登米村・八東村・小畑村・若桜村・赤松村・菅野村・池田村・上私都村・中私都村・下私都村⇒八頭郡
  - 智頭郡大村・用瀬村・社村・口佐治村・中佐治村・上佐治村・智頭村・富沢村・大内村・山郷村・虫井村・中田村・那岐村⇒八頭郡
  - 気多郡勝部村・宝木村・光元村・酒津村・瑞穂村・鹿野村・勝谷村・正条村・八束水村・逢坂村・小鷲河村・青谷村・日置村・日置谷村・中郷村⇒気高郡
  - 高草郡砂見村・岩坪村・大和村・美穂村・蒲野部村・海徳村・福富村・東郷村・明治村・穏治村・豊実村・湖山村・松保村・千代水村・賀露村・吉岡村・大郷村・末恒村⇒気高郡
  - 河村郡西郷村・東竹田村・西竹田村・源村・三朝村・賀茂村・高勢村・鼎村・三徳村・竹田村・日下村・小鹿村・神中村・東郷村・松崎村・花見村・舎人村・長瀬村・浅津村・橋津村・久津賀村・泊村・三橋村・宇野村⇒東伯郡
  - 久米郡倉吉町・小鴨村・上小鴨村・南谷村・矢送村・山守村・北谷村・社村・西志村・福米村・東志村・灘手村・下北条村・中北条村・上北条村・上灘村⇒東伯郡
  - 八橋郡常盤村・瑞穂村・由良村・逢束村・市勢村・伊勢崎村・栄村・下郷村・古布庄村・三本杉村・上郷村・八橋村・赤崎村・勝田村・保永村・以西村・安田村・下中山村・上中山村⇒東伯郡
  - 汗入郡淀江町・宇田川村・高麗村・所子村・庄内村・御来屋村・名和村・大山村・光徳村・逢坂村⇒西伯郡
  - 会見郡米子町・境町・彦名村・住吉村・崎津村・渡村・外江村・上道村・余子村・中浜村・大篠津村・夜見村・富益村・和田村・加茂村・福米村・福生村・車尾村・成実村・天津村・大国村・法勝寺村・東長田村・上長田村・手間村・賀野村・五千石村・尚徳村・幡郷村・大幡村・県村・古豊千村・八幡村・王子村・大高村・日吉津村・巌村・大和村⇒西伯郡

### 島根県
- 1896年（明治29年）4月1日
  - 島根郡法吉村・生馬村・講武村・野波村・千酌村・片江村・美保関村・森山村・本庄村・持田村・東川津村・西川津村・朝酌村・御津村・大芦村・加賀村⇒八束郡
  - 秋鹿郡伊野村・大野村・秋鹿村・長江村・古曽志村・古志村・佐太村・恵曇村⇒八束郡
  - 意宇郡津田村・竹矢村・出雲郷村・意東村・岩坂村・大庭村・乃木村・忌部村・湯町村・玉造村・来待村・宍道村・波入村・二子村・揖屋村・熊野村⇒八束郡
  - 出雲郡荘原村・出西村・伊波野村・直江村・久木村・出東村⇒簸川郡
  - 楯縫郡灘分村・国富村・鳶巣村・鰐淵村・西田村・北浜村・久多美村・佐香村・檜山村・東村・平田町⇒簸川郡
  - 神門郡窪田村・山口村・乙立村・田儀村・田岐村・江南村・西浜村・神西村・知井宮村・布智村・古志村・高松村・園村・荒木村・杵築町・杵築村・日御碕村・鵜鷺村・遙堪村・高浜村・四纏村・川跡村・大津村・今市町・塩冶村・朝山村・稗原村・上津村・久村・荒茅村⇒簸川郡
- 1969年（昭和44年）4月1日
  - 周吉郡西郷町・布施村⇒隠岐郡
  - 穏地郡都万村・五箇村⇒隠岐郡
  - 知夫郡西ノ島町・知夫村⇒隠岐郡
  - 海士郡海士町⇒隠岐郡

### 岡山県
- 1896年（明治29年）4月1日
  - 吉野郡石井村⇒兵庫県佐用郡
- 1900年（明治33年）4月1日
  - 真島郡勝山町・川西村・川南村・天津村・瀬田河村・落合町・船津村・下方村・上田村・鹿田村・美原村・関川村・月田村・井原村・富山村・美甘村・新庄村・茅部村・二川村・八幡村・一宮村⇒真庭郡
  - 大庭郡徳田村・県村・中和村・神湯村・樫野村・久世町・米来村・河内村・河陽村・大庭村⇒真庭郡
  - 西西条郡二宮村・院庄村・芳野村・郷村・大野村・小田村・中谷村・富村・久田村・泉村・羽出村・奥津村・上齋原村⇒苫田郡
  - 西北条郡西苫田村・一宮村・田邑村・香々美南村・香々美北村⇒苫田郡
  - 東南条郡林田村・高野村・東苫田村・東一宮村⇒苫田郡
  - 東北条郡神庭村・高倉村・高田村・西加茂村・加茂村・東加茂村・上加茂村・阿波村⇒苫田郡
  - 勝北郡新野村・広戸村・勝加茂村・広野村・植月村・吉野村・勝田村・古吉野村・北吉野村・豊田村・豊並村・梶並村・滝尾村⇒勝田郡
  - 勝南郡勝間田村・豊国村・湯郷村・公文村・飯岡村・南和気村・北和気村・高取村・大崎村・河辺村⇒勝田郡
  - 吉野郡西粟倉村・東粟倉村・大原村・讃甘村・大野村・大吉村・吉野村・粟井村・粟広村⇒英田郡
  - 久米北条郡大井西村・大井東村・大倭村・久米村・三保村・打穴村・倭文東村・倭文中村・倭文西村・西川村・垪和村・大垪和村・鶴田村⇒久米郡
  - 久米南条郡弓削村・吉岡村・福岡村・佐良山村・豊岡村・稲岡北村・稲岡南村・龍川村・龍山村・福渡村・神目村⇒久米郡
  - 御野郡牧石村・御野村・伊島村・石井村・大野村・鹿田村・今村・芳田村・福浜村⇒御津郡
  - 津高郡白石村・一宮村・馬屋下村・平津村・横井村・野谷村・馬屋上村・牧山村・宇垣村・金川村・上建部村・建部村・宇甘東村・宇甘西村・加茂村・福山村・長田村・上田村・富津村・豊岡村・新山村・江与味村⇒御津郡
  - 赤坂郡西高月村・東高月村・鳥取下村・鳥取中村・西山村・鳥取上村・軽部村・笹岡村・周匝村・山方村・仁堀村・布都美村・竹枝村・五城村・葛城村⇒赤磐郡
  - 磐梨郡佐伯北村・佐伯本村・佐伯上村・石生村・豊田村・小野田村・可真村・太田村・吉岡村・物理村・潟瀬村⇒赤磐郡
  - 都宇郡加茂村・撫川村・庄村・中庄村・豊洲村・茶屋町・早島町・箕島村・妹尾町・山田村・大福村⇒都窪郡
  - 窪屋郡倉敷町・大市村・葦高村・帯江村・万寿村・菅生村・中洲村・清音村・常盤村・山手村・三須村⇒都窪郡
  - 下道郡岡田村・川辺村・二万村・穂井田村・呉妹村・箭田村・薗村・新本村・山田村・久代村・下倉村・水内村・秦村・神在村⇒吉備郡
  - 賀陽郡庭瀬村・真金村・高松村・生石村・服部村・阿曽村・総社町・浅尾村・池田村・日美村・富山村・大和村・菅谷村・福谷村・岩田村・日近村・大井村・足守町⇒吉備郡
  - 阿賀郡中井村・中津井村・上水田村・水田村・呰部村⇒上房郡
  - 阿賀郡新見町・美穀村・草間村・豊永村・熊谷村・丹治部村・刑部村・上刑部村・菅生村・千屋村⇒阿哲郡
  - 哲多郡上市村・新郷村・神代村・矢神村・野馳村・新砥村・万歳村・本郷村・石蟹郷村⇒阿哲郡

### 広島県
- 1898年（明治31年）4月1日
  - 深津郡福山町・川口村・大津野村・春日村・千田村・野上村・三吉村・深津村・手城村・引野村・坪生村・市村・吉津村・木之庄村・本庄村・奈良津村・森脇村・下岩成村・上岩成村・中津原村⇒深安郡
  - 安那郡御野村・湯田村・道上村・中条村・山野村・広瀬村・加茂村・川南村・川北村・下竹田村・上竹田村・八尋村・下加茂村・法成寺村⇒深安郡
  - 芦田郡岩谷村・河佐村・常金丸村・広谷村・国府村・栗生村・有磨村・福相村・府中町・出口町・藤尾村・阿字村・木野山村・行縢村・桑木村⇒芦品郡
  - 品治郡宜山村・網引村・服部村・新市村・倉光村・坊寺村・江良村・中島村・万能倉村・戸手村・近田村⇒芦品郡
  - 三次郡板木村・川地村・酒河村・八次村・河内村・君田村・布野村・作木村・原村・三次町⇒双三郡
  - 三谿郡神杉村・川西村・田幸村・三良坂村・吉舎村・八幡村・萩原村・和田村⇒双三郡
  - 奴可郡東城町・帝釈村・八幡村・田森村・小奴可村・八鉾村・美古登村・西城町・久代村⇒比婆郡
  - 三上郡庄原村、高村・本村・敷信村・峰田村⇒比婆郡
  - 恵蘇郡比和村・高野山村・口北村・口南村・山内北村・山内東村・山内西村⇒比婆郡
  - 沼田郡三篠村・祇園村・山本村・川内村・安村・伴村・戸山村・日浦村・長束村・緑井村・八木村・久地村・小河内村・西原村・東原村⇒安佐郡
  - 高宮郡狩小川村・福木村・深川村・中原村・亀山村・三入村・三川村・口田村・可部町・大林村・飯室村・鈴張村・落合村⇒安佐郡
- 1949年（昭和24年）4月1日
  - 御調郡下川辺村⇒芦品郡
- 1950年（昭和25年）4月1日
  - 高田郡粟屋村⇒双三郡
- 1951年（昭和26年）3月1日
  - 賀茂郡熊野跡村⇒安芸郡
- 1956年（昭和31年）4月1日
  - 賀茂郡川尻町・安登村・安浦町・安芸津町・竹原町・賀永村⇒豊田郡
  - 豊田郡入野村・河内町・福富町・豊栄町・大和町⇒賀茂郡

### 山口県
- 1896年（明治29年）4月1日
  - 見島郡見島村⇒阿武郡

### 徳島県
- 1950年（昭和25年）1月1日
  - 美馬郡東祖谷山村・西祖谷山村⇒三好郡
- 1951年（昭和26年）1月1日
  - 海部郡中木頭村・上木頭村・木頭村⇒那賀郡
- 1973年（昭和48年）7月1日
  - 麻植郡木屋平村⇒美馬郡

### 香川県
- 1899年（明治32年）4月1日
  - 大内郡相生村・小海村・引田村・松原村・白鳥村・三本松町・誉水村・福栄村・丹生村⇒大川郡
  - 寒川郡松尾村・富田村・五名山村・神前村・石田村・造田村・長尾村・奥山村・志度町・鴨部下庄村・鴨部村・小田村・津田町・鶴羽村⇒大川郡
  - 三木郡奥鹿村・田中村・氷上村・下高岡村・井戸村・平井村・牟礼村⇒木田郡
  - 山田郡庵治村・古高松村・潟元村・前田村・川添村・木太村・林村・三谷村・坂ノ上村・十河村・東植田村・西植田村⇒木田郡
  - 阿野郡坂出町・金山村・西庄村・林田村・松山村・王越村・加茂村・府中村・端岡村・山内村・陶村・畑田村・滝宮村・羽床上村・羽床村・山田村・西分村・千疋村・枌所村⇒綾歌郡
  - 鵜足郡宇多津町・川津村・土器村・川西村・飯野村・坂本村・法勲寺村・富熊村・栗熊村・岡田村・長炭村・造田村・美合村⇒綾歌郡
  - 那珂郡六郷村・南村・郡家村・竜川村・与北村・垂水村・高篠村・象郷村・琴平町・榎井村・神野村・吉野村・四条村・十郷村・七箇村・与島村・本島村・広島村・佐柳島村・高見島村⇒仲多度郡
  - 多度郡多度津町・白方村・四箇村・吉原村・筆岡村・善通寺村・麻野村・吉田村・豊原村⇒仲多度郡
  - 三野郡仁尾村・荘内村・粟島村・詫間村・大見村・吉津村・下高瀬村・上高瀬村・勝間村・笠田村・比地二村・比地大村・桑山村・本山村・上高野村・二ノ宮村・麻村・神田村・財田村・財田大野村⇒三豊郡
  - 豊田郡観音寺町・高室村・常磐村・一ノ谷村・辻村・河内村・豊田村・粟井村・紀伊村・中姫村・萩原村・五郷村・和田村・豊浜町・大野原村・柞田村⇒三豊郡
- 1957年（昭和32年）11月1日
  - 綾歌郡琴南村⇒仲多度郡

### 愛媛県
- 1897年（明治30年）4月1日
  - 野間郡波止浜村・波方村・乃万村・大井村・小西村・亀岡村・菊間村・歌仙村⇒越智郡
  - 周布郡小松村・石根村・千足山村・桜樹村・中川村・田野村・福岡村・周布村・吉井村・多賀村⇒周桑郡
  - 桑村郡壬生川村・国安村・三芳村・楠河村・庄内村・吉岡村・徳田村⇒周桑郡
  - 久米郡川上村・北吉井村・小野村・久米村・石井村⇒温泉郡
  - 風早郡難波村・浅海村・立岩村・正岡村・北条村・河野村・粟井村・五明村・睦野村・東中島村・西中島村・神和村⇒温泉郡
  - 和気郡三津浜町・伊台村・御幸村・潮見村・堀江村・和気村・久枝村・古三津村・新浜村・興居島村⇒温泉郡
  - 下浮穴郡三内村・南吉井村・浮穴村・拝志村・荏原村・坂本村⇒温泉郡
  - 伊予郡垣生村・余土村⇒温泉郡
  - 下浮穴郡原町村・砥部村・広田村・出淵村・中山村・佐礼谷村・上灘村・下灘村⇒伊予郡
- 1899年（明治32年）4月1日
  - 西宇和郡平野村⇒喜多郡

### 福岡県
- 1896年（明治29年）4月1日
  - 嘉麻郡碓井村・宮野村・稲築村・頴田村・千手村・熊田村・庄内村・足白村・大隈町・笠松村⇒嘉穂郡
  - 穂波郡飯塚町・鎮西村・上穂波村・二瀬村・穂波村・桂川村・大谷村・大分村・内野村⇒嘉穂郡
  - 上座郡小石原村・宝珠山村・松末村・杷木村・久喜宮村・高木村・朝倉村・宮野村・福成村・大庭村・志波村⇒朝倉郡
  - 下座郡三奈木村・蜷城村・福田村・金川村・立石村⇒朝倉郡
  - 夜須郡甘木町・馬田村・大三輪村・栗田村・上秋月村・秋月町・安川村・三根村・中津屋村・安野村⇒朝倉郡
  - 御笠郡大野村・水城村・山口村・筑紫村・二日市町・御笠村・太宰府町・山家村⇒筑紫郡
  - 那珂郡南畑村・春日村・岩戸村・安徳村・三宅村・曰佐村・那珂村・八幡村・警固村・住吉村・堅粕村・千代村・豊平村⇒筑紫郡
  - 席田郡席田村⇒筑紫郡
  - 怡土郡福吉村・深江村・一貴山村・長糸村・加布里村・雷山村・周船寺村・怡土村⇒糸島郡
  - 志摩郡今宿村・前原村・元岡村・波多江村・小田村・可也村・小富士村・芥屋村・野北村・桜井村・今津村⇒糸島郡
  - 上妻郡福島町・黒木町・長峰村・三河村・光友村・辺春村・串毛村・木屋村・大淵村・矢部村・豊岡村・横山村・川崎村・北川内村・忠見村・上妻村・上広川村・中広川村・下広川村・羽犬塚村・二川村・岡山村・八幡村・北山村・白木村・笠原村⇒八女郡
  - 下妻郡古川村・下妻村・水田村⇒八女郡
  - 生葉郡星野村⇒八女郡
  - 生葉郡吉井町・姫治村・大石村・山春村・椿子村・浮羽村・千年村・福富村・江南村⇒浮羽郡
  - 竹野郡船越村・田主丸町・水分村・川会村・柴刈村・水縄村・竹野村⇒浮羽郡
  - 御井郡御井町・国分村・上津荒木村・節原村・合川村・山川村・宮ノ陣村・味坂村・弓削村・北野村・大城村・金島村・大堰村・高良内村⇒三井郡
  - 御原郡御原村・小郡村・立石村・三国村・大刀洗村・本郷村⇒三井郡
  - 山本郡山本村・草野町・大橋村・善導寺村⇒三井郡
  - 仲津郡今川村・泉村・今元村・仲津村・祓郷村・豊津村・東犀川村・西犀川村・南犀川村・節丸村・城井村・伊良原村・蓑島村⇒京都郡
  - 築城郡上城井村・下城井村・築城村・八津田村・椎田村・葛城村・西角田村・角田村⇒築上郡
  - 上毛郡八屋町・宇島町・山田村・千束村・三毛門村・黒土村・横武村・合河村・西吉富村・岩屋村・友枝村・唐原村・南吉富村・東吉富村・高浜村⇒築上郡

### 佐賀県
- 1896年（明治29年）4月1日
  - 三根郡南茂安村・上峰村・三川村⇒三養基郡
  - 養父郡轟木村・麓村・旭村・中原村・北茂安村⇒三養基郡
  - 基肄郡基里村・田代村・基山村⇒三養基郡

### 長崎県
- 1896年（明治29年）4月1日
  - 石田郡沼津村・石田村・柳田村・武生水村・初山村・志原村・渡良村⇒壱岐郡

### 熊本県
- 1896年（明治29年）4月1日
  - 飽田郡龍田村・黒髪村・清水村・川上村・硯川村・寺迫村・五町村・芳野村・松尾村・小島町・城山村・池上村・島崎村・白坪村・力合村・八分字村・藤富村・中緑村・高橋町・川尻町・池田村・花園村・河内村・横手村・春日村・古町村・川口村・走潟村・船津村・白浜村・内田村・銭塘村・中島村・中原村・沖新村・奥古閑村・海路口村・浜田村・並建村・白石村・畠口村⇒飽託郡
  - 託麻郡春竹村・大江村・供合村・広畑村・小山戸島村・健軍村・出水村・画図村・日吉村・田迎村・部田村・元三村・本庄村・本山村⇒飽託郡
  - 山鹿郡山鹿町・川辺村・八幡村・平小城村・三岳村・広見村・六郷村・三玉村・中富村・米田村・内田村・千田村・米野岳村・岳間村・来民町・稲田村・大道村・岩野村⇒鹿本郡
  - 山本郡山内村・菱形村・桜井村・山東村・吉松村・田底村・山本村・田原村・植木町⇒鹿本郡
  - 合志郡津田村・瀬田村・陣内村・平真城村・護川村・北合志村・泗水村・合志村・西合志村・清泉村・田島村・大津町・原水村⇒菊池郡
- 1948年（昭和23年）4月1日
  - 阿蘇郡小峰村⇒上益城郡

### 大分県
- 1899年（明治32年）4月1日
  - 速見郡湯平村⇒大分郡
- 1950年（昭和25年）1月1日
  - 速見郡由布院町⇒大分郡
  - 北海部郡川添村⇒大分郡
  - 大野郡今市村⇒大分郡
  - 直入郡阿蘇野村⇒大分郡
  - 大野郡重岡村・小野市村⇒南海部郡

### 宮崎県
- 1896年（明治29年）4月1日
  - 北那珂郡那珂村・佐土原村・広瀬村・住吉村・檍村・赤江村・木花村・青島村⇒宮崎郡
- 1949年（昭和24年）4月1日
  - 西臼杵郡諸塚村・椎葉村⇒東臼杵郡

### 鹿児島県
- 1896年（明治29年）3月29日
  - 南諸県郡松山村・大崎村・野方村・東志布志村・西志布志村・月野村⇒囎唹郡
  - 東囎唹郡岩川村・末吉村・財部村・恒吉村・市成村⇒囎唹郡
  - 西囎唹郡東襲山村・清水村・国分村・西国分村・東国分村・敷根村・福山村⇒姶良郡
  - 桑原郡牧園村・横川村・吉松村・栗野村・西襲山村⇒姶良郡
  - 北大隅郡西桜島村・東桜島村⇒鹿児島郡
  - 南大隅郡佐多村・田代村・小根占村・大根占村・牛根村・垂水村⇒肝属郡
  - 馭謨郡上屋久村・下屋久村⇒熊毛郡
  - 菱刈郡菱刈村・東太良村・西太良村⇒伊佐郡
  - 北伊佐郡山野村・大口村・羽月村⇒伊佐郡
  - 南伊佐郡山崎村・宮之城村・佐志村・鶴田村・永野村・黒木村・藺牟田村・大村⇒薩摩郡
  - 高城郡高城村・東水引村・西水引村⇒薩摩郡
  - 甑島郡上甑村・下甑村・里村⇒薩摩郡
  - 阿多郡伊作村・田布施村・阿多村⇒日置郡
  - 谿山郡谷山村⇒鹿児島郡
  - 頴娃郡頴娃村⇒揖宿郡
  - 給黎郡喜入村⇒揖宿郡
  - 給黎郡知覧村⇒川辺郡
- 1972年（昭和47年）4月1日
  - 囎唹郡大隅町・輝北町・財部町・末吉町・松山町・志布志町・有明町・大崎町⇒曽於郡
- 1973年（昭和48年）4月1日
  - 大島郡三島村・十島村⇒鹿児島郡

## 合併時

### 北海道
- 1954年（昭和29年）8月1日
  - 中川郡智恵文村⇒上川郡名寄町
- 1955年（昭和30年）1月15日
  - 歌棄郡熱郛村⇒寿都郡三和村
  - 歌棄郡歌棄村、磯谷郡磯谷村⇒寿都郡寿都町
- 1955年（昭和30年）4月1日
  - 中川郡西足寄町⇒足寄郡足寄町
  - 太櫓郡太櫓村⇒瀬棚郡北檜山町
- 1956年（昭和31年）9月30日
  - 美国郡美国町⇒積丹郡積丹町
  - 河西郡御影村⇒上川郡清水町
- 1957年（昭和32年）4月1日
  - 茅部郡落部村⇒山越郡八雲町
- 2005年（平成17年）9月1日
  - 瀬棚郡瀬棚町・北檜山町⇒久遠郡せたな町
- 2005年（平成17年）10月1日
  - 山越郡八雲町、爾志郡熊石町⇒二海郡八雲町

- 2006年（平成18年）2月6日
  - 広尾郡忠類村⇒中川郡幕別町
- 2006年（平成18年）3月31日
  - 静内郡静内町、三石郡三石町⇒日高郡新ひだか町

### 青森県
- 1955年（昭和30年）3月1日
  - 西津軽郡水元村⇒北津軽郡鶴田町
- 1955年（昭和30年）3月10日
  - 南津軽郡畑岡村⇒北津軽郡板柳町
- 1955年（昭和30年）3月31日
  - 西津軽郡十三村⇒北津軽郡市浦村

### 岩手県
- 1955年（昭和30年）4月1日
  - 東磐井郡生母村⇒胆沢郡前沢町
- 1955年（昭和30年）4月15日
  - 東磐井郡長島村⇒西磐井郡平泉町
- 1955年（昭和30年）7月15日
  - 二戸郡田部村⇒岩手郡葛巻町

### 宮城県
- 1955年（昭和30年）3月30日
  - 本吉郡十三浜村⇒桃生郡北上村

### 秋田県
- 1955年（昭和30年）3月31日
  - 河辺郡船岡村⇒仙北郡協和村
- 1955年（昭和30年）4月1日
  - 雄勝郡西成瀬村⇒平鹿郡増田町

### 山形県
- 1954年（昭和29年）10月1日
  - 北村山郡山口村・田麦野村⇒東村山郡天童町
- 1955年（昭和30年）1月1日
  - 西田川郡東郷村⇒東田川郡三川村
  - 南置賜郡玉庭村⇒東置賜郡川西町
- 1958年（昭和33年）4月1日
  - 南置賜郡中津川村⇒西置賜郡飯豊町

### 福島県
- 1954年（昭和29年）3月31日
  - 田村郡小泉村⇒安積郡富久山町
- 1954年（昭和29年）7月1日
  - 河沼郡野沢町・尾野本村・登世島村・睦合村・下谷村・群岡村・上野尻村・宝坂村⇒耶麻郡西会津町
- 1955年（昭和30年）3月1日
  - 安達郡山木屋村⇒伊達郡川俣町
- 1955年（昭和30年）3月31日
  - 伊達郡湯野町・東湯野村・茂庭村⇒信夫郡飯坂町
  - 安達郡下川崎村⇒信夫郡松川町
  - 大沼郡西山村⇒河沼郡柳津町
  - 耶麻郡山郷村⇒河沼郡高郷村

### 茨城県
- 1899年（明治32年）4月1日
  - 千葉県香取郡本新島村⇒稲敷郡本新島村
- 1955年（昭和30年）1月1日
  - 真壁郡川西村⇒結城郡八千代村
- 1955年（昭和30年）2月11日
  - 鹿島郡沼前村⇒東茨城郡茨城町
  - 那珂郡野口村⇒東茨城郡御前山村
  - 結城郡名崎村⇒猿島郡三和村
- 1955年（昭和30年）3月1日
  - 北相馬郡小絹村⇒筑波郡谷和原村
- 1955年（昭和30年）3月15日
  - 行方郡秋津村⇒鹿島郡鉾田町
- 1955年（昭和30年）3月31日
  - 久慈郡世喜村⇒那珂郡大宮町・山方町
- 1956年（昭和31年）9月29日
  - 那珂郡長倉村⇒東茨城郡御前山村
- 2005年（平成17年）2月1日
  - 西茨城郡七会村⇒東茨城郡城里町

### 栃木県
- 1955年（昭和30年）4月1日
  - 那須郡上江川村⇒塩谷郡喜連川町

### 群馬県
- 1940年（昭和15年）4月1日
  - 山田郡韮川村⇒新田郡太田町
- 1955年（昭和30年）1月15日
  - 甘楽郡岩平村⇒多野郡吉井町
- 1955年（昭和30年）2月1日
  - 碓氷郡里見村⇒群馬郡榛名町
  - 碓氷郡烏淵村⇒群馬郡倉淵村
- 1957年（昭和32年）11月1日
  - 新田郡世良田村⇒佐波郡境町

### 埼玉県
- 1891年（明治24年）6月9日
  - 新座郡榑橋村⇒東京府北豊島郡大泉村
- 1927年（昭和2年）4月7日
  - 北埼玉郡成田村⇒大里郡熊谷町
- 1944年（昭和19年）2月11日
  - 入間郡水谷村・宗岡村⇒北足立郡志紀町
- 1954年（昭和29年）7月1日
  - 北埼玉郡笠原村⇒北足立郡鴻巣町
- 1955年（昭和30年）2月11日
  - 秩父郡大椚村⇒比企郡都幾川村
- 1955年（昭和30年）8月1日
  - 南埼玉郡川柳村⇒北足立郡草加町
- 1955年（昭和30年）10月1日
  - 北埼玉郡下忍村⇒北足立郡吹上町
- 1956年（昭和31年）9月30日
  - 北足立郡水谷村⇒入間郡富士見村
- 1958年（昭和33年）10月15日
  - 入間郡元狭山村⇒東京都西多摩郡瑞穂町

### 千葉県
- 1899年（明治32年）4月1日
  - 香取郡本新島村⇒茨城県稲敷郡本新島村
- 1954年（昭和29年）6月1日
  - 匝瑳郡共和村・豊畑村⇒海上郡旭町
- 1954年（昭和29年）9月1日
  - 印旛郡阿蘇村⇒千葉郡八千代町
- 1954年（昭和29年）12月1日
  - 長生郡太東村⇒夷隅郡太東町
- 1955年（昭和30年）7月20日
  - 夷隅郡瑞沢村⇒長生郡睦沢村
- 2006年（平成18年）3月27日
  - 匝瑳郡光町⇒山武郡横芝光町

### 東京都（東京府）
- 1891年（明治24年）6月9日
  - 埼玉県新座郡榑橋村⇒北豊島郡大泉村
- 1958年（昭和33年）10月15日
  - 埼玉県入間郡元狭山村⇒西多摩郡瑞穂町

### 神奈川県
- 1907年（明治40年）10月1日
  - 鎌倉郡藤沢大富町⇒高座郡藤沢大坂町
- 1955年（昭和30年）7月28日
  - 足柄上郡上秦野村⇒中郡西秦野町

### 新潟県
- 1953年（昭和28年）10月10日
  - 古志郡北谷村⇒南蒲原郡見附町
- 1954年（昭和29年）5月1日
  - 南魚沼郡伊米ヶ崎村⇒北魚沼郡小出町
- 1955年（昭和30年）3月31日
  - 古志郡石津村⇒三島郡越路町

### 富山県
- 1952年（昭和27年）5月1日
  - 東礪波郡北山田村・山田村⇒西礪波郡福光町
- 1954年（昭和29年）1月15日
  - 西礪波郡高波村⇒東礪波郡砺波町
  - 東礪波郡北般若村⇒西礪波郡戸出町
- 1954年（昭和29年）3月1日
  - 射水郡老田村⇒婦負郡呉羽町
- 1954年（昭和29年）7月20日
  - 西礪波郡東石黒村⇒東礪波郡福野町

### 石川県
- 1954年（昭和29年）5月16日
  - 羽咋郡河合谷村⇒河北郡津幡町
- 1954年（昭和29年）7月15日
  - 羽咋郡南大海村⇒河北郡高松町
- 1954年（昭和29年）11月1日
  - 能美郡湊村⇒石川郡美川町
- 1955年（昭和30年）3月25日
  - 珠洲郡小木町⇒鳳至郡能都町
- 1956年（昭和31年）9月30日
  - 鹿島郡余喜村・鹿島路村⇒羽咋郡羽咋町
- 2005年（平成17年）3月1日
  - 鳳至郡能都町・柳田村、珠洲郡内浦町⇒鳳珠郡能登町

### 福井県
- 1955年（昭和30年）2月11日
  - 大野郡羽生村・芦見村・上味見村・下味見村⇒足羽郡美山村
- 1958年（昭和33年）10月15日
  - 大野郡石徹白村⇒岐阜県郡上郡白鳥町
- 2005年（平成17年）3月31日
  - 三方郡三方町、遠敷郡上中町⇒三方上中郡若狭町
- 2006年（平成18年）3月3日
  - 遠敷郡名田庄村⇒大飯郡おおい町

### 山梨県
- 1941年（昭和16年）2月11日
  - 東八代郡日影村・田野村・木賊村⇒東山梨郡大和村
- 1954年（昭和29年）4月5日
  - 東八代郡祝村⇒東山梨郡勝沼町
- 1954年（昭和29年）6月1日
  - 中巨摩郡平林村⇒南巨摩郡増穂町
- 1955年（昭和30年）2月11日
  - 西八代郡大河内村⇒南巨摩郡身延町
- 1955年（昭和30年）4月1日
  - 西八代郡栄村⇒南巨摩郡南部町
- 1956年（昭和31年）9月30日
  - 東山梨郡岡部村⇒東八代郡石和町
- 2004年（平成16年）9月3日
  - 西八代郡下部町⇒南巨摩郡身延町

### 長野県
- 1955年（昭和30年）3月31日
  - 更級郡日原村・信級村⇒上水内郡信州新町
- 1955年（昭和30年）4月1日
  - 更級郡西寺尾村⇒埴科郡松代町
  - 更級郡更級村⇒埴科郡戸倉町
- 1956年（昭和31年）9月20日
  - 上伊那郡上片桐村⇒下伊那郡松川町
- 1956年（昭和31年）9月30日
  - 北安曇郡七貴村⇒東筑摩郡明科町
  - 下高井郡堺村⇒下水内郡栄村
- 1960年（昭和35年）4月1日
  - 更級郡村上村⇒埴科郡坂城町

### 岐阜県
- 1897年（明治30年）4月1日
  - 厚見郡日置江村・次木村・高河原村・茶屋新田村⇒稲葉郡日置江村
  - 厚見郡領下村・上川手村・下川手村⇒稲葉郡厚見村
  - 厚見郡鏡島村・江崎村⇒稲葉郡鏡島村
  - 厚見郡佐波村・高桑村⇒稲葉郡佐波村
  - 厚見郡東加納町・西加納町・下加納村⇒稲葉郡加納町
  - 厚見郡六条村・清村・宇佐村⇒稲葉郡三里村
  - 厚見郡近島村・池ノ上村・東島村・北島村・萱場村・早田村・菅生村・江口村・旦ノ島村・西中島村⇒稲葉郡島村
  - 厚見郡細畑村・切通村・蔵前村・高田村・芋島村・東中島村⇒稲葉郡南長森村
  - 厚見郡北一色村・岩戸村・前一色村・野一色村・水海道村・岩地村・左兵衛新田⇒稲葉郡北長森村
  - 厚見郡爪村・西庄村・藪田村・下奈良村・今嶺村⇒稲葉郡市橋村
  - 各務郡芥見村⇒山県郡保戸島村、稲葉郡芥見村
  - 各務郡小佐野村・三井村・大野村・上戸村⇒稲葉郡更木村
  - 各務郡前渡村・若宮村⇒稲葉郡前宮村
  - 各務郡伊飛島村・大宮村・和合村・古市場村・持田村・三柿野村⇒稲葉郡蘇原村
  - 各務郡各務村・須衛村⇒稲葉郡各務村
  - 各務郡岩田村・岩瀧村⇒稲葉郡岩村
  - 各務郡大洞村⇒稲葉郡芥見村
  - 方県郡長良村・福光村・雄総村・志段見村・古津村⇒稲葉郡長良村
  - 方県郡木田村・下尻毛村⇒稲葉郡木田村
  - 方県郡打越村・城田寺村・上土居村・椿洞村⇒稲葉郡常磐村
  - 方県郡正木村・下土居村・鷺山村⇒稲葉郡鷺山村
  - 方県郡黒野村・下鵜飼村・折立村・交人村・洞村・今川村・古市場村・御望村⇒稲葉郡鵜飼村
  - 方県郡安食村・石谷村・彦坂村・岩利村・佐野村⇒稲葉郡方県村
  - 方県郡粟野村・岩崎村・三田洞村⇒山県郡岩野田村
  - 方県郡河渡村・寺田村・曽我屋村・一日市場村⇒本巣郡合渡村
  - 方県郡上西郷村・中西郷村・小野村・中村⇒本巣郡西郷村
  - 羽栗郡南宿村・市場村・北宿村・坂井村・直道村・小荒井村・南之川村⇒羽島郡足近村
  - 羽栗郡野中村・伏屋村・平島村・三宅村・若宮地村⇒羽島郡上羽栗村
  - 羽栗郡下印食村・上印食村・徳田村・薬師寺村⇒羽島郡八剣村
  - 羽栗郡長池村・北及村・田代村・門間村⇒羽島郡松枝村
  - 羽栗郡中野村・米野村・円城寺村・無動寺村・江川村⇒羽島郡下羽栗村
  - 羽栗郡大佐野村・松本村・上中屋村・下中屋村・成清村・神置村⇒羽島郡中屋村
  - 羽栗郡本郷村・平方村・間島村・浅平村⇒羽島郡福寿村
  - 羽栗郡西小熊村・東小熊村・川森村・島村⇒羽島郡小熊村
  - 羽栗郡坂丸村・光法寺村・不破一色村・森村・南及村、中島郡大浦村・曲利村・須賀村・新井村・三ツ柳村⇒羽島郡正木村
  - 中島郡小薮村・午南新田⇒羽島郡小薮村
  - 中島郡城屋敷村・市之枝村・石田村・西加賀野井村⇒羽島郡下中島村
  - 中島郡江吉良村・舟橋村⇒羽島郡江吉良村
  - 中島郡中村・沖村・一色村・長間村・午北新田⇒羽島郡上中島村
  - 中島郡駒塚村・蜂尻村・飯柄村・狐穴村⇒羽島郡駒塚村
  - 中島郡八神村⇒羽島郡八神村
  - 中島郡大須村⇒羽島郡小薮村・八神村
  - 海西郡野寺村・勝賀村・幡長村・岡村・者結村・蛇池村⇒海津郡海西村
  - 海西郡秋江村・草場村・大和田村・松山中島村・駒ヶ江村・長瀬村・日原村・長久保村・立野村⇒海津郡東江村
  - 海西郡松木村・鹿野村・瀬古村・神桐村・成戸村・福一色村⇒海津郡吉里村
  - 海西郡外浜村・石亀村・森下村、下石津郡古中島村・福江村・金廻村・油島村⇒海津郡大江村
  - 下石津郡万寿新田⇒海津郡大江村・西江村
  - 下石津郡西駒野村・奥条村・庭田村・徳田村・徳田新田・羽沢村・上野河戸村・山崎村⇒海津郡城山村
  - 下石津郡高須町・福岡村・日下丸村・西小島村・東小島村・萱野村・高須村・馬目村・内記村・札野村⇒海津郡高須町
  - 下石津郡稲山村・本阿弥新田・安田新田・安田村・帆引新田・沼新田・深浜村⇒海津郡西江村
  - 下石津郡太田村・吉田村・松山村・田鶴村・境村⇒海津郡石津村
  - 多芸郡高田町・烏江村⇒養老郡高田町
  - 多芸郡飯之木村・大跡村・口ヶ島村・西岩道村・岩道村⇒養老郡広幡村
  - 多芸郡上多度村・三郷村⇒養老郡上多度村
  - 多芸郡船着村・栗笠村・上ノ郷村・下笠村⇒養老郡笠郷村
  - 多芸郡直江村・飯積村・金屋村・多岐村・北大墳村⇒養老郡多芸村
  - 多芸郡大巻村・根古地新田・根古地村・大場村・釜段村・駒野新田⇒養老郡池辺村
  - 多芸郡養老村⇒養老郡高田町・養老村
  - 多芸郡野口村⇒不破郡綾里村
  - 多芸郡横曽根村⇒安八郡浅草村
  - 多芸郡多芸島村・上笠村・東大外羽村・西大外羽村・高淵村⇒安八郡多芸島村
  - 上石津郡沢田村・桜井村⇒養老郡養老村
  - 上石津郡牧田村・乙坂村⇒養老郡牧田村
  - 上石津郡時村・時山村⇒養老郡時村
  - 安八郡今尾町・高田村・三郷村・仏師川村・平原村・土倉村・脇野村・西島村⇒海津郡今津町
  - 大野郡上南方村・房島村・極楽寺村・若松村⇒揖斐郡大和村
  - 大野郡深坂村・大洞村・名礼村・徳積村⇒揖斐郡谷汲村
  - 大野郡長瀬村・岐礼村・高科村⇒揖斐郡長瀬村
  - 大野郡黒野村・相羽村・下方村・六里村・麻生村⇒揖斐郡大野村
  - 大野郡稲富村・上秋村・寺内村・稲畑村・古川村⇒揖斐郡富秋村
  - 大野郡松山村・瀬古村・中之元村・牛洞村⇒揖斐郡西郡村
  - 大野郡公郷村・領家村・大衣斐村・小衣斐村⇒揖斐郡鶯村
  - 大野郡加納村・上磯村・郡家村・本荘村・下磯村・西座倉村・下座倉村・五ノ里村・下南方村⇒揖斐郡川合村
  - 池田郡下東野村・池野村・六之井村・上田村・砂畑村、大野郡杉野村⇒揖斐郡池田村
  - 大野郡古橋村・横屋村・中宮村・呂久村・宝江村⇒本巣郡鷺田村
  - 大野郡唐栗村・七崎村・居倉村・森村・田ノ上村・宮田村・大月村⇒本巣郡川崎村
  - 大野郡政田村・海老村・浅木村・下福島村・温井村⇒本巣郡弾正村
  - 池田郡広瀬村・坂本村・川上村⇒揖斐郡坂内村
  - 池田郡小島村・上東野村・上野村・和田村・岡村・市場村・白樫村・瑞岩寺村・黒田村・新宮村⇒揖斐郡小島村
  - 池田郡田中村・脛永村・沓井村・粕河原村⇒揖斐郡養基村
  - 池田郡本郷村・萩原村・小寺村・青柳村・田畑村・草深村・山洞村・藤代村⇒揖斐郡本郷村
  - 池田郡八幡村・片山村・市橋村⇒揖斐郡八幡村
  - 池田郡宮地村・般若畑村・願成寺村・段村・船子村・小牛村⇒揖斐郡宮地村
  - 池田郡乙原村・東津汲村・小津村・樫原村・東横山村・東杉原村・三倉村・外津汲村・西津汲村・日坂村・西横山村・鶴見村⇒揖斐郡久瀬村
  - 席田郡石原村・上保村・郡府村・北野村・芝原村・春近村・三橋村・加茂村・仏生寺村⇒本巣郡席田村
  - 加茂郡河合村⇒恵那郡笠置村
- 1934年（昭和9年）8月1日
  - 可児郡豊岡町⇒土岐郡多治見町
- 1950年（昭和25年）8月10日
  - 山県郡保戸島村⇒武儀郡小金田村
  - 山県郡千疋村⇒武儀郡関町
- 1954年（昭和29年）4月1日
  - 武儀郡坂ノ東村⇒加茂郡白川町
- 1954年（昭和29年）11月5日
  - 養老郡下多度村⇒海津郡南濃町
- 1955年（昭和30年）2月1日
  - 可児郡錦津村⇒加茂郡八百津町
- 1955年（昭和30年）2月11日
  - 武儀郡神渕村⇒加茂郡上麻生村
  - 羽島郡中屋村⇒稲葉郡稲羽町
- 1955年（昭和30年）3月1日
  - 武儀郡金山町・菅田町、郡上郡東村⇒益田郡金山町
- 1955年（昭和30年）4月1日
  - 武儀郡乾村⇒山県郡美山村
- 1956年（昭和31年）8月25日
  - 大野郡山之口村⇒益田郡萩原町
- 1956年（昭和31年）9月26日
  - 稲葉郡佐波村⇒羽島郡柳津町
- 1958年（昭和33年）10月15日
  - 福井県大野郡石徹白村⇒郡上郡白鳥町

### 静岡県
- 1924年（大正13年）1月31日
  - 庵原郡江尻町・辻町⇒安倍郡入江町
- 1948年（昭和23年）9月1日
  - 周智郡久努西村⇒磐田郡袋井町
- 1955年（昭和30年）2月26日
  - 志太郡笹間村⇒榛原郡下川根村
- 1956年（昭和31年）4月1日
  - 引佐郡麁玉村⇒浜名郡浜北町
- 1956年（昭和31年）9月30日
  - 志太郡徳山村⇒榛原郡中川根村
  - 志太郡東川根村⇒榛原郡本川根町
  - 庵原郡内房村⇒富士郡富原村

### 愛知県
- 1954年（昭和29年）4月1日
  - 八名郡大和村⇒宝飯郡一宮村
- 1954年（昭和29年）8月1日
  - 幡豆郡豊坂村⇒額田郡幸田町
- 1955年（昭和30年）4月15日
  - 八名郡舟着村・八名村⇒南設楽郡新城町
- 1956年（昭和31年）4月1日
  - 八名郡大野町・七郷村⇒南設楽郡鳳来町
- 1956年（昭和31年）9月30日
  - 八名郡山吉田村⇒南設楽郡鳳来町

### 三重県
- 1956年（昭和31年）9月30日
  - 河芸郡椋本村・明村、安濃郡安西村・雲林院村・河内村⇒安芸郡芸濃町
- 1957年（昭和32年）2月1日
  - 北牟婁郡錦町⇒度会郡紀勢町

### 滋賀県
- 1941年（昭和16年）7月10日
  - 栗太郡物部村⇒野洲郡守山町
- 1943年（昭和18年）4月1日
  - 愛知郡東小椋村・高野村⇒神崎郡永源寺村
- 1954年（昭和29年）3月21日
  - 蒲生郡中野村⇒神崎郡八日市町
- 1955年（昭和30年）4月1日
  - 蒲生郡市原村⇒神崎郡永源寺町
- 1956年（昭和31年）9月1日
  - 東浅井郡東草野村⇒坂田郡伊吹村
- 1956年（昭和31年）9月30日
  - 愛知郡日枝村⇒犬上郡豊郷村

### 京都府
- 1935年（昭和10年）4月1日
  - 綴喜郡美豆村⇒久世郡淀町
- 1936年（昭和11年）2月11日
  - 乙訓郡淀村⇒久世郡淀町
- 1951年（昭和26年）4月1日
  - 綴喜郡青谷村⇒久世郡城陽町
- 1955年（昭和30年）4月1日
  - 北桑田郡神吉村⇒船井郡八木町

### 大阪府
- 1902年（明治35年）4月1日
  - 北河内郡今津村⇒東成郡榎本村
- 1913年（大正2年）5月1日
  - 南河内郡太田村⇒中河内郡三木本村
- 1939年（昭和14年）7月1日
  - 南河内郡柏原町⇒中河内郡柏原町
- 1956年（昭和31年）9月30日
  - 南河内郡国分町⇒中河内郡柏原町

### 兵庫県
- 1933年（昭和8年）4月1日
  - 三原郡加茂村・大野村⇒津名郡洲本町
- 1954年（昭和29年）3月25日
  - 加西郡大和村⇒多可郡八千代村
- 1955年（昭和30年）7月20日
  - 宍粟郡三河村⇒佐用郡南光町
- 1956年（昭和31年）8月1日
  - 美方郡熊次村⇒養父郡関宮町
- 1956年（昭和31年）9月30日
  - 養父郡南但町⇒朝来郡和田山町
  - 三原郡堺村⇒津名郡五色町
- 2005年（平成17年）4月1日
  - 城崎郡香住町⇒美方郡香美町

### 奈良県
- 1942年（昭和17年）2月11日
  - 吉野郡上龍門村⇒宇陀郡大宇陀町
- 1953年（昭和28年）12月10日
  - 添上郡平和村・治道村⇒生駒郡郡山町
- 1955年（昭和30年）2月11日
  - 山辺郡東里村⇒宇陀郡室生村
- 1956年（昭和31年）5月3日
  - 南葛城郡忍海村⇒北葛城郡新庄町
- 1956年（昭和31年）9月30日
  - 添上郡東山村⇒山辺郡山添村

### 和歌山県
- 1958年（昭和33年）1月15日
  - 東牟婁郡大島村⇒西牟婁郡串本町
- 2005年（平成17年）4月1日
  - 西牟婁郡串本町⇒東牟婁郡串本町

### 鳥取県
- 1955年（昭和30年）3月31日
  - 日野郡八郷村⇒西伯郡岸本町
- 1957年（昭和32年）3月31日
  - 東伯郡中山村⇒西伯郡中山町
- 2005年（平成17年）1月1日
  - 日野郡溝口町⇒西伯郡伯耆町

### 島根県
- 1951年（昭和26年）4月1日
  - 邇摩郡波積村⇒那賀郡江東村
- 1953年（昭和28年）4月1日
  - 邑智郡谷村⇒飯石郡赤名町
- 1955年（昭和30年）3月3日
  - 仁多郡温泉村⇒大原郡雲南木次町
- 1955年（昭和30年）4月1日
  - 邇摩郡大代村⇒邑智郡川本町
- 1956年（昭和31年）6月10日
  - 飯石郡須佐村⇒簸川郡佐田村

### 岡山県
- 1900年（明治33年）4月1日
  - 西北条郡津山町、東南条郡津山東町⇒苫田郡津山町
- 1932年（昭和7年）4月1日
  - 吉備郡菅谷村⇒御津郡津賀村
- 1937年（昭和12年）5月5日
  - 吉備郡庭瀬町⇒都窪郡吉備町
- 1953年（昭和28年）4月1日
  - 赤磐郡石生村⇒和気郡和気町
  - 赤磐郡五城村・葛城村⇒御津郡御津町
  - 勝田郡湯郷町・豊国村⇒英田郡美作町
- 1953年（昭和28年）12月15日
  - 和気郡熊山村⇒赤磐郡熊山町・万富町
- 1954年（昭和29年）3月1日
  - 都窪郡三須村⇒吉備郡総社町
- 1954年（昭和29年）6月1日
  - 川上郡日里村⇒小田郡美星町
- 1955年（昭和30年）1月1日
  - 都窪郡加茂村⇒吉備郡高松町
  - 勝田郡飯岡村・北和気村・南和気村⇒久米郡柵原町
- 1955年（昭和30年）2月1日
  - 赤磐郡竹枝村⇒御津郡建部町
  - 上道郡玉井村⇒赤磐郡瀬戸町
  - 吉備郡大和村⇒上房郡賀陽町
- 1955年（昭和30年）3月31日
  - 邑久郡鶴山村⇒和気郡備前町
  - 赤磐郡佐伯村⇒和気郡佐伯町
- 1956年（昭和31年）2月1日
  - 勝田郡公文村⇒英田郡英田町・美作町
- 1967年（昭和42年）1月15日
  - 久米郡福渡町⇒御津郡建部町
- 2004年（平成16年）10月1日
  - 御津郡加茂川町、上房郡賀陽町⇒加賀郡吉備中央町

### 広島県
- 1925年（大正14年）2月1日
  - 佐伯郡津久茂村⇒安芸郡江田島村
- 1943年（昭和18年）1月1日
  - 豊田郡木谷村⇒賀茂郡安芸津町
- 1954年（昭和29年）3月31日
  - 豊田郡大乗村⇒賀茂郡竹原町
- 1955年（昭和30年）2月11日
  - 御調郡宇津戸村⇒世羅郡甲山町
- 1955年（昭和30年）3月31日
  - 豊田郡田万里村⇒賀茂郡竹原町
  - 世羅郡神田村⇒豊田郡大和町
  - 豊田郡小谷村⇒賀茂郡高屋町
  - 世羅郡上山村⇒双三郡三和町、豊田郡豊栄町
- 1956年（昭和31年）3月31日
  - 安佐郡福木村⇒安芸郡安芸町
- 1958年（昭和33年）10月10日
  - 世羅郡広定村⇒甲奴郡甲奴町

### 山口県
- 1955年（昭和30年）11月1日
  - 佐波郡和田村⇒都濃郡南陽町

### 徳島県
- 1929年（昭和4年）7月1日
  - 海部郡下木頭村⇒那賀郡宮浜村
- 1951年（昭和26年）4月1日
  - 那賀郡立江町⇒勝浦郡小松島町
- 1955年（昭和30年）3月31日
  - 阿波郡土成村⇒板野郡土成町
  - 名西郡高志村⇒板野郡上板町
- 1957年（昭和32年）3月31日
  - 阿波郡柿島村⇒板野郡吉野町、麻植郡鴨島町

### 香川県
- 1956年（昭和31年）9月30日
  - 綾歌郡長炭村⇒仲多度郡満濃町

### 愛媛県
- 1943年（昭和18年）4月1日
  - 上浮穴郡浮穴村⇒喜多郡河辺村、東宇和郡惣川村
- 1955年（昭和30年）3月1日
  - 東宇和郡玉津村⇒北宇和郡吉田町
- 2005年（平成17年）1月1日
  - 上浮穴郡小田町⇒喜多郡内子町

### 高知県
- 1954年（昭和29年）3月1日
  - 土佐郡宇治村、高岡郡川内村⇒吾川郡伊野町
- 1954年（昭和29年）3月20日
  - 吾川郡横畠村⇒高岡郡越知町
- 1954年（昭和29年）7月20日
  - 吾川郡明治村⇒高岡郡越知町
- 1954年（昭和29年）9月1日
  - 長岡郡新改村⇒香美郡土佐山田町
- 1955年（昭和30年）3月31日
  - 長岡郡田井村⇒土佐郡土佐村
- 1956年（昭和31年）9月30日
  - 香美郡日章村・前浜村⇒長岡郡香長村
- 2004年（平成16年）10月1日
  - 土佐郡本川村⇒吾川郡いの町
- 2005年（平成17年）8月1日
  - 高岡郡仁淀村⇒吾川郡仁淀川町
- 2006年（平成18年）3月20日
  - 幡多郡大正町・十和村⇒高岡郡四万十町

### 佐賀県
- 1956年（昭和31年）9月30日
  - 小城郡南山村・北山村⇒佐賀郡富士村

### 長崎県
- 1955年（昭和30年）2月11日
  - 北高来郡古賀村・戸石村⇒西彼杵郡東長崎町

### 熊本県
- 1954年（昭和29年）10月1日
  - 飽託郡走潟村⇒宇土郡宇土町
- 1955年（昭和30年）4月1日
  - 菊池郡城北村⇒鹿本郡菊鹿村
  - 上益城郡白水村⇒菊池郡菊陽村
- 1960年（昭和35年）9月1日
  - 上益城郡河原村⇒阿蘇郡西原村
- 1961年（昭和36年）4月1日
  - 葦北郡百済来村⇒八代郡坂本村
- 2005年（平成17年）2月11日
  - 阿蘇郡蘇陽町⇒上益城郡山都町

### 大分県
- 1933年（昭和8年）4月1日
  - 東国東郡大内村⇒速見郡杵築町

### 鹿児島県
- 1956年（昭和31年）4月1日
  - 肝属郡百引村⇒囎唹郡輝北町